# 1996 na música

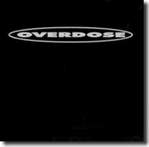
Record cover of the Your Choice Records 7inch by Overdose

## Eventos
| Data            | Evento |
| --------------- | --- |
| 8 de janeiro    | Robert Hoskins é considerado culpado e condenado por cinco acusações de agressão, perseguição e ameaça de morte a Madonna. |
| 16 de janeiro   | Autoridades jamaicanas abrem fogo contra o hidroavião de Jimmy Buffett, Hemisphere Dancer, confundindo-o com o avião de um traficante de drogas. O cantor do U2, Bono, e o executivo da Island Records, Chris Blackwell, também estavam no avião; ninguém fica ferido.                                                           |
| 18 de janeiro   | Lisa Marie Presley entra com o pedido de divórcio de Michael Jackson. |
| 25 de janeiro   | Madonna recebe ameaças de morte de peronistas argentinos que ficam furiosos e insultados por ela estar interpretando Eva Peron em Evita. Após ela chegar na Argentina, mais de 50 paredes em toda a cidade foram pintadas com spray com as palavras: ¡Viva Evita! ¡Fuera Madonna! (Viva Evita! Fora, Madonna!).                  |
| 26 de janeiro   | O polêmico musical Rent faz sua primeira apresentação pública no New York Theatre Workshop, um dia após a morte de seu criador, Jonathan Larson. |
| 29 de janeiro   | O Teatro La Fenice, em Veneza, Itália, é destruído por um incêndio. |
| 29 de janeiro   | Garth Brooks se recusa a aceitar seu American Music Award de Artista Favorito de Todos os Tempos, explicando brevemente sua crença de que toda música é "composta por muitas pessoas". |
| 13 de fevereiro | Tupac Shakur lança o primeiro álbum duplo de rap, All Eyez on Me. |
| 13 de fevereiro | Take That anuncia formalmente que estão se separando. |
| 19 de fevereiro | No BRIT Awards de 1996, transmitido pela ITV, o vocalista do Pulp, Jarvis Cocker, invade o palco durante a apresentação de "Earth Song", de Michael Jackson. Jackson, cercado por crianças, estava vestido como uma figura semelhante a Cristo, uma imagem que Cocker achou questionável.                                        |
| 20 de janeiro   | Snoop Dogg e seu guarda-costas são absolvidos de assassinato em primeiro grau. O júri chega a um impasse nas acusações de homicídio voluntário e a anulação do julgamento é declarada. |
| 20 de janeiro   | A série musical Storytellers estreia no canal VH1. |
| 22 de fevereiro | MCA Records compra metade da Interscope Records. |
| 16 de março     | A 16ª semana consecutiva de Mariah Carey e Boyz II Men em primeiro lugar nas paradas americanas com "One Sweet Day" termina quando "Because You Loved Me", de Céline Dion, chega ao primeiro lugar. |
| 18 de março     | Sex Pistols anunciam que vão se reunir para uma turnê de aniversário de 20 anos. |
| 28 de março     | Phil Collins anuncia que está deixando o Genesis para se concentrar em sua carreira solo. |
| 3 de abril      | MC Hammer entra com pedido de falência. |
| 10 de abril     | Alice in Chains grava MTV Unplugged no Majestic Theatre, em Nova Iorque, EUA. |
| 16 de abril     | Madonna anuncia que está grávida de quatro meses de Carlos Leon, seu então namorado e treinador. |
| 8 de maio       | Em Los Angeles, EUA, um juiz decide contra Tommy Lee e sua esposa, a atriz Pamela Anderson, em sua tentativa de impedir a Penthouse de publicar fotos tiradas de um filme pornográfico caseiro que foi roubado da casa do casal.                                                                                                 |
| 18 de maio      | O Eurovision Song Contest, ocorre em Oslo, Noruega, e tem a cantora irlandesa Eimear Quinn, com a canção "The Voice", como vencedora. |
| 25 de maio      | O vocalista do Sublime, Bradley Nowell, morre de overdose de heroína aos 28 anos. |
| 30 de maio      | O vocalista do Depeche Mode, Dave Gahan, é preso após receber alta do hospital, onde ora levado após ter uma overdose de heroína e cocaína em um quarto de hotel em Los Angeles, EUA, e declarado clinicamente morto por dois minutos na ambulância. Gahan é condenado pelo tribunal a completar uma reabilitação de nove meses. |
| 21 de junho     | Sex Pistols iniciam sua turnê de reunião em Lahti, Finlândia. |
| 25 de junho     | Jay-Z lança lança seu primeiro álbum, Reasonable Doubt. |
| 26 de junho     | Sammy Hagar deixa o Van Halen. |
| 8 de julho      | Spice Girls lançam seu primeiro single, "Wannabe", no Reino Unido. |
| 13 de julho     | Phil Anselmo, da banda Pantera, sofre uma overdose de heroína após um show no Texas, EUA. |
| 16 de julho     | Michael Jackson faz um concerto para o aniversário de 50 anos do sultão de Brunei, Hassanal Bolkiah. |
| 6 de agosto     | Ramones fazem seu último show no The Palace, em Hollywood, EUA. |
| 27 de agosto    | Aaliyah lança seu álbum One in a Million. |
| 4 de setembro   | No MTV Video Music Awards, a banda Van Halen faz uma aparição surpresa com seu cantor original David Lee Roth. |
| 7 de setembro   | Tupac Shakur é baleado várias vezes, na Sunset Strip, em Las Vegas, EUA, depois de ver a luta de boxe entre Mike Tyson e Bruce Seldon. Ele morre seis dias depois. |
| 7 de setembro   | Michael Jackson inicia sua turnê HIStory World Tour, em Praga, República Tcheca. |
| 11 de setembro  | "Telling Lies", de David Bowie, torna-se a primeira canção oferecida como single digital por uma grande gravadora (Virgin Records). |
| 13 de setembro  | Tupac Shakur morre seis dias pós ser baleado. |
| 21 de setembro  | Meg White se casa com John Anthony Gillis, que adota o sobrenome de Meg e muda seu nome para Jack White. Um ano depois eles formam o The White Stripes. |
| 24 de setembro  | Weezer lança seu segundo álbum, Pinkerton. Devido ao seu som mais sombrio e ao afastamento de seu estilo anterior, o álbum vende menos e é massacrado pela crítica. |
| 6 de outubro    | Faith Hill e Tim McGraw se casam. |
| 11 de outubro   | Morre Renato Russo, líder, vocalista e fundador da banda Legião Urbana. |
| 13 de outubro   | O filho de Prince, Gregory Nelson, morre de Síndrome de Pfeiffer. |
| 14 de outubro   | Madonna dá a luz à sua primeira filha Lourdes Maria Ciccone Leon. |
| 15 de outubro   | O segundo álbum de estúdio de Korn, Life is Peachy, estrela no número 3 na Billboard 200. |
| 29 de outubro   | Slash anuncia em uma declaração por fax que está oficialmente deixando o Guns N' Roses. |
| 12 de novembro  | Eminem lança seu primeiro álbum de estúdio, Infinite. |
| 7 de dezembro   | Sex Pistols encerram sua turnê de reunião em Santiago, Chile. |

## Lançamentos

### Álbuns de estúdio
| Data            | Título                                         | Artista(s)                       |
| --------------- | ---------------------------------------------- | -------------------------------- |
| 9 de janeiro    | Early Mornin' Stoned Pimp                      | Kid Rock                         |
| 6 de fevereiro  | Tennessee Moon                                 | Neil Diamond                     |
| 13 de fevereiro | All Eyez on Me                                 | 2Pac                             |
| 13 de fevereiro | The Score                                      | Fugees                           |
| 17 de fevereiro | Purpendicular                                  | Deep Purple                      |
| 19 de fevereiro | Skunkworks                                     | Bruce Dickinson                  |
| 20 de fevereiro | Roots                                          | Sepultura                        |
| 20 de fevereiro | Set the Twilight Reeling                       | Lou Reed                         |
| 26 de fevereiro | Mercury Falling                                | Sting                            |
| 27 de fevereiro | The Gray Race                                  | Bad Religion                     |
| 5 de março      | Naughty Little Doggie                          | Iggy Pop                         |
| 11 de março     | Falling into You                               | Céline Dion                      |
| 12 de março     | Bad Hair Day                                   | "Weird Al" Yankovic              |
| 12 de março     | Roots                                          | Sepultura                        |
| 12 de março     | Mercury Falling                                | Sting                            |
| 12 de março     | Falling into You                               | Céline Dion                      |
| 19 de março     | Colossal Head                                  | Los Lobos                        |
| 20 de março     | MMMBop                                         | Hanson                           |
| 23 de março     | Holy Land                                      | Angra                            |
| 26 de março     | The Coming                                     | Busta Rhymes                     |
| 26 de março     | Free Spirit                                    | Bonnie Tyler                     |
| 26 de março     | Tiny Music... Songs from the Vatican Gift Shop | Stone Temple Pilots              |
| 2 de abril      | The In Sound from Way Out!                     | Beastie Boys                     |
| 2 de abril      | Maxwell's Urban Hang Suite                     | Maxwell                          |
| 16 de abril     | Evil Empire                                    | Rage Against the Machine         |
| 22 de abril     | Wildest Dreams                                 | Tina Turner                      |
| 30 de abril     | To the Faithful Departed                       | The Cranberries                  |
| 30 de abril     | Crash                                          | Dave Matthews Band               |
| 6 de maio       | Backstreet Boys                                | Backstreet Boys                  |
| 6 de maio       | Walking Wounded                                | Everything but the Girl          |
| 7 de maio       | The Great Southern Trendkill                   | Pantera                          |
| 7 de maio       | Wild Mood Swings                               | The Cure                         |
| 13 de maio      | Older                                          | George Michael                   |
| 13 de maio      | Too Much Too Young: The Gold Collection        | The Specials                     |
| 14 de maio      | Slang                                          | Def Leppard                      |
| 14 de maio      | All This Useless Beauty                        | Elvis Costello & The Attractions |
| 15 de maio      | Curb                                           | Nickelback                       |
| 21 de maio      | Bringing Down the Horse                        | The Wallflowers                  |
| 21 de maio      | Down on the Upside                             | Soundgarden                      |
| 21 de maio      | Pure Instinct                                  | Scorpions                        |
| 4 de junho      | 18 til I Die                                   | Bryan Adams                      |
| 4 de junho      | Destiny                                        | Gloria Estefan                   |
| 4 de junho      | Ice-T VI: Return of the Real                   | Ice-T                            |
| 4 de junho      | Load                                           | Metallica                        |
| 17 de junho     | Placebo                                        | Placebo                          |
| 18 de junho     | Odelay                                         | Beck                             |
| 18 de junho     | Secrets                                        | Toni Braxton                     |
| 25 de junho     | Reasonable Doubt                               | Jay-Z                            |
| 2 de julho      | Broken Arrow                                   | Neil Young e Crazy Horse         |
| 2 de julho      | It Was Written                                 | Nas                              |
| 9 de julho      | Blue                                           | LeAnn Rimes                      |
| 9 de julho      | Chaos and Disorder                             | Prince                           |
| 23 de julho     | Three Snakes and One Charm                     | The Black Crowes                 |
| 23 de julho     | Tidal                                          | Fiona Apple                      |
| 30 de julho     | Sublime                                        | Sublime                          |
| 12 de agosto    | First Band on the Moon                         | The Cardigans                    |
| 13 de agosto    | One in a Million                               | Aaliyah                          |
| 20 de agosto    | Nada Es Igual...                               | Luis Miguel                      |
| 27 de agosto    | ATLiens                                        | Outkast                          |
| 27 de agosto    | No Code                                        | Pearl Jam                        |
| 2 de setembro   | Bilingual                                      | Pet Shop Boys                    |
| 2 de setembro   | Coming Up                                      | Suede                            |
| 2 de setembro   | Man                                            | Neneh Cherry                     |
| 3 de setembro   | Jennifer Love Hewitt                           | Jennifer Love Hewitt             |
| 9 de setembro   | Travelling Without Moving                      | Jamiroquai                       |
| 9 de setembro   | New Adventures in Hi-Fi                        | R.E.M.                           |
| 10 de setembro  | Home Again                                     | New Edition                      |
| 10 de setembro  | Nine Objects of Desire                         | Suzanne Vega                     |
| 10 de setembro  | Test for Echo                                  | Rush                             |
| 13 de setembro  | Feijão com Arroz                               | Daniela Mercury                  |
| 17 de setembro  | Rhythmeen                                      | ZZ Top                           |
| 23 de setembro  | Animal Rights                                  | Moby                             |
| 23 de setembro  | Better Living Through Chemistry                | Fatboy Slim                      |
| 24 de setembro  | Pinkerton                                      | Weezer                           |
| 24 de setembro  | Sheryl Crow                                    | Sheryl Crow                      |
| 24 de setembro  | Who Can You Trust?                             | Morcheeba                        |
| 1 de outubro    | The Moment                                     | Kenny G                          |
| 1 de outubro    | This Is the Time: The Christmas Album          | Michael Bolton                   |
| 1 de outubro    | Yourself or Someone Like You                   | Matchbox 20                      |
| 8 de outubro    | Antichrist Superstar                           | Marilyn Manson                   |
| 8 de outubro    | Baja Sessions                                  | Chris Isaak                      |
| 8 de outubro    | Dance into the Light                           | Phil Collins                     |
| 15 de outubro   | Breathe                                        | Midnight Oil                     |
| 15 de outubro   | Life Is Peachy                                 | Korn                             |
| 15 de outubro   | Overnight Sensation                            | Motörhead                        |
| 15 de outubro   | Recovering the Satellites                      | Counting Crows                   |
| 21 de outubro   | Dance into the Light                           | Phil Collins                     |
| 22 de outubro   | Trial by Fire                                  | Journey                          |
| 28 de outubro   | A Different Beat                               | Boyzone                          |
| 28 de outubro   | Keys to Ascension                              | Yes                              |
| 31 de outubro   | Mate. Feed. Kill. Repeat.                      | Slipknot                         |
| 4 de novembro   | Spice                                          | Spice Girls                      |
| 5 de novembro   | Star Bright                                    | Vanessa Williams                 |
| 5 de novembro   | Unchained                                      | Johnny Cash                      |
| 12 de novembro  | Tha Doggfather                                 | Snoop Doggy Dogg                 |
| 12 de novembro  | Hard Core                                      | Lil' Kim                         |
| 12 de novembro  | Infinite                                       | Eminem                           |
| 13 de novembro  | The Divine Wings of Tragedy                    | Symphony X                       |
| 19 de novembro  | Emancipation                                   | Prince                           |
| 19 de novembro  | Razorblade Suitcase                            | Bush                             |
| 22 de novembro  | Le Roi Est Mort, Vive Le Roi!                  | Enigma                           |

### Álbuns de compilação
| Data               | Título                                           | Artista(s)     |
| ------------------ | ------------------------------------------------ | -------------- |
| 1 de março de 1996 | Greatest Hits                                    | Take That      |
| 18 de março        | Anthology 2                                      | The Beatles    |
| 15 de agosto       | Supersexy Swingin' Sounds                        | White Zombie   |
| 26 de agosto       | Snap! Attack: The Best of Snap!                  | Snap!          |
| 23 de setembro     | Best of the Beast                                | Iron Maiden    |
| 1 de outubro       | Greatest Hits                                    | Thompson Twins |
| 22 de outubro      | Best Of – Volume I                               | Van Halen      |
| 28 de outubro      | Anthology 3                                      | The Beatles    |
| 4 de novembro      | Around the World Hit Singles: The Journey So Far | East 17        |
| 12 de novembro     | Epiphany: The Best of Chaka Khan, Vol. 1         | Chaka Khan     |
| 12 de novembro     | Nico                                             | Blind Melon    |
| 25 de novembro     | Telegram                                         | Björk          |
| 26 de novembro     | Poison's Greatest Hits: 1986–1996                | Poison         |
| 29 de novembro     | Voice of Love                                    | Diana Ross     |
| 21 de dezembro     | Macarena Non Stop                                | Los del Río    |

### Álbuns ao vivo
| Data           | Título                                  | Artista(s)       |
| -------------- | --------------------------------------- | ---------------- |
| 12 de março    | Kiss Unplugged                          | Kiss             |
| 25 de março    | Made Again                              | Marillion        |
| 18 de abril    | Destroy All Monsters: Live in Japan     | Raven            |
| 20 de maio     | Love in Space                           | Hawkwind         |
| 22 de maio     | Live at the Budokan                     | Blur             |
| 18 de junho    | Live from Neon Park                     | Little Feat      |
| 25 de junho    | You Wanted the Best, You Got the Best!! | Kiss             |
| 2 de julho     | Live from the Fall                      | Blues Traveler   |
| 30 de julho    | Unplugged                               | Alice in Chains  |
| 1 de outubro   | From the Muddy Banks of the Wishkah     | Nirvana          |
| 28 de outubro  | Keys to Ascension                       | Yes              |
| 19 de novembro | Rock Spectacle                          | Barenaked Ladies |

### EPs
| Data          | Título                                | Artista(s)            |
| ------------- | ------------------------------------- | --------------------- |
| 15 de janeiro | Loops of Fury                         | The Chemical Brothers |
| 3 de março    | Blood Brothers                        | Bruce Springsteen     |
| 5 de abril    | Sorrow Throughout the Nine Worlds     | Amon Amarth           |
| 16 de abril   | Blow It Out Your Ass It's Veruca Salt | Veruca Salt           |
| 1 de junho    | Oh Lord! When? How?                   | The Hives             |
| 23 de julho   | Demo Evergreen Terrace 1996           | Evergreen Terrace     |
| 6 de agosto   | Interstate 8                          | Modest Mouse          |
| 13 de agosto  | Unreleased and Revamped               | Cypress Hill          |

### Box sets
| Data           | Título                   | Artista(s)            |
| -------------- | ------------------------ | --------------------- |
| 18 de junho    | The Patti Smith Masters  | Patti Smith           |
| 26 de novembro | The Aeroplane Flies High | The Smashing Pumpkins |

### Trilhas sonoras
| Data           | Título                                                                                   | Artista(s)                      |
| -------------- | ---------------------------------------------------------------------------------------- | ------------------------------- |
| 9 de janeiro   | Don't Be a Menace to South Central While Drinking Your Juice in the Hood: The Soundtrack | Vários artistas                 |
| 30 de janeiro  | Beautiful Girls: Music from the Motion Picture                                           | Vários artistas                 |
| 19 de março    | Girl 6                                                                                   | Prince                          |
| 19 de março    | Songs in the Key of X: Music from and Inspired by the X-Files                            | Vários artistas                 |
| 7 de maio      | Twister: Music from the Motion Picture Soundtrack                                        | Vários artistas                 |
| 29 de julho    | The Crow: City of Angels                                                                 | Vários artistas                 |
| 6 de agosto    | Songs and Music from "She's the One"                                                     | Tom Petty and the Heartbreakers |
| 19 de agosto   | High School High: The Soundtrack                                                         | Vários artistas                 |
| 24 de setembro | That Thing You Do! Original Motion Picture Soundtrack                                    | Vários artistas                 |
| 28 de outubro  | Evita: Music From the Motion Picture                                                     | Madonna                         |
| 29 de outubro  | William Shakespeare's Romeo + Juliet: Music from the Motion Picture'                     | Vários artistas                 |
| 29 de outubro  | Space Jam: Music from and Inspired by the Motion Picture                                 | Vários artistas                 |
| 5 de novembro  | Beavis and Butt-Head Do America: Original Motion Picture Soundtrack                      | Vários artistas                 |
| 19 de novembro | Daylight: Music from the Motion Picture                                                  | Ralph Edelman                   |
| 26 de novembro | The Preacher's Wife: Original Soundtrack Album                                           | Whitney Houston                 |

### Álbuns de vídeo
| Data           | Título                                         | Artista(s)   |
| -------------- | ---------------------------------------------- | ------------ |
| 4 de março     | Fantasy: Mariah Carey at Madison Square Garden | Mariah Carey |
| 12 de março    | Kiss Unplugged                                 | Kiss         |
| 25 de agosto   | Road Movie                                     | R.E.M.       |
| 19 de setembro | Crash! Boom! Live!                             | Roxette      |
| 26 de outubro  | Live at the Isle of Wight Festival 1970        | The Who      |
| 8 de novembro  | Live à Paris                                   | Céline Dion  |
| 12 de novembro | Garbage Video                                  | Garbage      |
| 19 de novembro | Letters from a Porcupine                       | Blind Melon  |
| 19 de novembro | No Bull                                        | AC/DC        |
| 19 de novembro | ...There and Then                              | Oasis        |

### Singles
| Data            | Título                                        | Artista(s)                                     |
| --------------- | --------------------------------------------- | ---------------------------------------------- |
| 8 de janeiro    | "Jesus to a Child"                            | George Michael                                 |
| 8 de janeiro    | "One by One"                                  | Cher                                           |
| 11 de janeiro   | "Why"                                         | 3T e Michael Jackson                           |
| 15 de janeiro   | "Destin"                                      | Céline Dion                                    |
| 15 de janeiro   | "Le ballet"                                   | Céline Dion                                    |
| 22 de janeiro   | "Stupid Girl"                                 | Garbage                                        |
| 23 de janeiro   | "1979"                                        | The Smashing Pumpkins                          |
| 12 de fevereiro | "Stereotypes"                                 | Blur                                           |
| 12 de fevereiro | "Children"                                    | Robert Miles                                   |
| 12 de fevereiro | "You Learn"                                   | Alanis Morissette                              |
| 19 de fevereiro | "Falling into You"                            | Céline Dion                                    |
| 19 de fevereiro | "Because You Loved Me                         | Céline Dion                                    |
| 19 de fevereiro | "Don't Look Back in Anger"                    | Oasis                                          |
| 20 de fevereiro | "I Need You"                                  | 3T e Michael Jackson                           |
| 26 de fevereiro | "How Deep Is Your Love"                       | Take That                                      |
| 26 de fevereiro | "Coming Home Now"                             | Boyzone                                        |
| 27 de fevereiro | "Ironic"                                      | Alanis Morissette                              |
| 27 de fevereiro | "Peaches"                                     | The Presidents of the United States of America |
| 7 de março      | "One More Chance"                             | Madonna                                        |
| 9 de março      | "Always Be My Baby"                           | Mariah Carey                                   |
| 11 de março     | "Never Gonna Say I'm Sorry"                   | Ace of Base                                    |
| 18 de março     | "Firestarter"                                 | The Prodigy                                    |
| 19 de março     | "Love Don't Live Here Anymore"                | Madonna                                        |
| 26 de março     | "Sexy Eyes"                                   | Whigfield                                      |
| 31 de março     | "They Don't Care About Us"                    | Michael Jackson                                |
| 1 de abril      | "Too Much"                                    | Dave Matthews Band                             |
| 8 de abril      | "Salvation"                                   | The Cranberries                                |
| 12 de abril     | "Not Enough Love in the World"                | Cher                                           |
| 15 de abril     | "Don't Speak"                                 | No Doubt                                       |
| 22 de abril     | "Before"                                      | Pet Shop Boys                                  |
| 22 de abril     | "Fastlove"                                    | George Michael                                 |
| 23 de abril     | "Zero"                                        | The Smashing Pumpkins                          |
| 29 de abril     | "Charmless Man"                               | Blur                                           |
| 30 de abril     | "Get Down (You're the One for Me)"            | Backstreet Boys                                |
| 6 de maio       | J'irai Où Tu Iras                             | Céline Dion                                    |
| 6 de maio       | "Tonight, Tonight"                            | The Smashing Pumpkins                          |
| 8 de maio       | "The Only Thing That Looks Good on Me Is You" | Bryan Adams                                    |
| 13 de maio      | "Champagne Supernova"                         | Oasis                                          |
| 13 de maio      | "Where Do You Go"                             | No Mercy                                       |
| 14 de maio      | "Who Will Save Your Soul"                     | Jewel                                          |
| 20 de maio      | "Do U Know Where You're Coming From"          | Jamiroquai                                     |
| 21 de maio      | "You're Makin' Me High" / "Let It Flow"       | Toni Braxton                                   |
| 27 de maio      | "Fable"                                       | Robert Miles                                   |
| 27 de maio      | "Killing Me Softly with His Song"             | The Fugees                                     |
| 27 de maio      | "I Want You"                                  | Savage Garden                                  |
| 18 de junho     | "Forever"                                     | Mariah Carey                                   |
| 26 de junho     | "Wannabe"                                     | Spice Girls                                    |
| 1 de julho      | "Free to Decide"                              | The Cranberries                                |
| 5 de julho      | "Change the World"                            | Eric Clapton                                   |
| 8 de julho      | "Forever Love"                                | Gary Barlow                                    |
| 22 de julho     | "Head over Feet"                              | Alanis Morissette                              |
| 29 de julho     | "Trash"                                       | Suede                                          |
| 29 de julho     | "Freedom"                                     | Robbie Williams                                |
| 30 de julho     | "It's All Coming Back to Me Now"              | Céline Dion                                    |
| 9 de agosto     | "Freed from Desire"                           | Gala                                           |
| 12 de agosto    | "Se a vida é (That's the Way Life Is)"        | Pet Shop Boys                                  |
| 12 de agosto    | "Let's Make a Night to Remember"              | Bryan Adams                                    |
| 19 de agosto    | "Virtual Insanity"                            | Jamiroquai                                     |
| 19 de agosto    | "Spinning the Wheel"                          | George Michael                                 |
| 20 de agosto    | "The Power of the Dream"                      | Céline Dion                                    |
| 21 de agosto    | "Excuse Me Mr."                               | No Doubt                                       |
| 2 de setembro   | "Ready or Not"                                | Fugees                                         |
| 3 de setembro   | "If It Makes You Happy"                       | Sheryl Crow                                    |
| 22 de setembro  | "The Beautiful People"                        | Marilyn Manson                                 |
| 24 de setembro  | "Roses Are Red"                               | Aqua                                           |
| 24 de setembro  | "That Thing You Do!"                          | The Wonders                                    |
| 26 de setembro  | "Say You'll Be There"                         | Spice Girls                                    |
| 4 de outubro    | "I Want You Back"                             | 'N Sync                                        |
| 7 de outubro    | "Milk"                                        | Garbage                                        |
| 7 de outubro    | "Un-Break My Heart"                           | Toni Braxton                                   |
| 7 de outubro    | "Words"                                       | Boyzone                                        |
| 14 de outubro   | "Beautiful Ones"                              | Suede                                          |
| 14 de outubro   | "Quit Playing Games (with My Heart)"          | Backstreet Boys                                |
| 21 de outubro   | "Beyond the Invisible"                        | Enigma                                         |
| 27 de outubro   | "You Must Love Me"                            | Madonna                                        |
| 4 de novembro   | "Les Derniers Seront les Premiers"            | Céline Dion                                    |
| 4 de novembro   | "One and One"                                 | Robert Miles com part. de Maria Nayler         |
| 4 de novembro   | "Gimme Gimme"                                 | Whigfield                                      |
| 4 de novembro   | "Stranger in Moscow"                          | Michael Jackson                                |
| 4 de novembro   | "To the Moon and Back"                        | Savage Garden                                  |
| 11 de novembro  | "Single-Bilingual"                            | Pet Shop Boys                                  |
| 11 de novembro  | "Thirty-Three"                                | The Smashing Pumpkins                          |
| 11 de novembro  | "Breathe"                                     | The Prodigy                                    |
| 11 de novembro  | "Star"                                        | Bryan Adams                                    |
| 12 de novembro  | "You Were Meant for Me"                       | Jewel                                          |
| 13 de novembro  | "Betcha by Golly Wow!"                        | Prince                                         |
| 18 de novembro  | "Everyday Is a Winding Road"                  | Sheryl Crow                                    |
| 18 de novembro  | "No Woman, No Cry"                            | Fugees                                         |
| 19 de novembro  | "Underneath the Stars"                        | Mariah Carey                                   |
| 25 de novembro  | "Cosmic Girl"                                 | Jamiroquai                                     |
| 25 de novembro  | "All I Really Want"                           | Alanis Morissette                              |
| 26 de novembro  | "I Believe I Can Fly"                         | R. Kelly                                       |
| 2 de dezembro   | "A Different Beat"                            | Boyzone                                        |
| 3 de dezembro   | "Paradise Is Here"                            | Cher                                           |
| 9 de dezembro   | "All by Myself"                               | Céline Dion                                    |
| 16 de dezembro  | "Don't Cry for Me Argentina"                  | Madonna                                        |
| 16 de dezembro  | "2 Become 1"                                  | Spice Girls                                    |

## Paradas musicais

### Álbuns mais bem sucedidos
| #  | Título                               | Artista(s)      |
| -- | ------------------------------------ | --------------- |
| 01 | Falling Into You                     | Céline Dion     |
| 02 | Spice                                | Spice Girls     |
| 03 | The Score                            | Fugees          |
| 04 | Load                                 | Metallica       |
| 05 | Tragic Kingdom                       | No Doubt        |
| 06 | Backstreet Boys                      | Backstreet Boys |
| 07 | New Adventures in Hi-Fi              | R.E.M.          |
| 08 | No Code                              | Pearl Jam       |
| 09 | Odelay                               | Beck            |
| 10 | Evita: Music From the Motion Picture | Madonna         |

### Singlesmais bem sucedidos
| #  | Título                            | Artista(s)              |
| -- | --------------------------------- | ----------------------- |
| 01 | "Wannabe"                         | Spice Girls             |
| 02 | "Macarena"                        | Los Del Rio             |
| 03 | "Killing Me Softly with His Song" | Fugees                  |
| 04 | "Because You Loved Me"            | Céline Dion             |
| 05 | "Un-Break My Heart"               | Toni Braxton            |
| 06 | "Missing"                         | Everything but the Girl |
| 07 | "Wonderwall"                      | Oasis                   |
| 08 | "Children"                        | Robert Miles            |
| 09 | "Ironic"                          | Alanis Morissette       |
| 10 | "One of Us"                       | Joan Osborne            |

## Premiações
| Data            | Cerimônia                        | Local                       |
| --------------- | -------------------------------- | --------------------------- |
| 19 de fevereiro | Brit Awards                      | Londres, Inglaterra         |
| 28 de fevereiro | Grammy Awards                    | Los Angeles, Estados Unidos |
| 29 de março     | Soul Train Music Awards          | Los Angeles, Estados Unidos |
| 10 de março     | Juno Awards                      | Hamilton, Canadá            |
| 18 de maio      | Eurovision Song Contest          | Oslo, Noruega               |
| 30 de setembro  | ARIA Music Awards                | Sydney, Austrália           |
| 2 de outubro    | Country Music Association Awards | Nashville, Estados Unidos   |
| 14 de novembro  | MTV Europe Music Awards          | Londres, Inglaterra         |
| 4 de dezembro   | Billboard Music Awards           | Las Vegas, Estados Unidos   |
| 31 de dezembro  | Japan Record Awards              | Tóquio, Japão               |

## Eventos
- Primeira edição da Xxxperience Festival.
- Acidente aéreo dos Mamonas Assassinas

## Obras e shows

### Álbuns
- 13 de fevereiro - Começa a carreira mundial da cantora Shakira com o lançamento do disco Pies Descalzos mundialmente.
- 27 de fevereiro - A banda estadunidense de Horror punk Misfits (banda) lança seu terceiro álbum de estúdio Static Age, gravado em 1978. Embora tenha sido o primeiro álbum que a banda gravou, não foi lançado na íntegra até 1996
- 7 de março - A cantora Léa Mendonça lança seu primeiro trabalho pela MK Music Eternamente Sua.
- 8 de março - A cantora Céline Dion lança um dos seus maiores sucessos mundiais Falling Into You, seu 4º álbum em inglês.
- 12 de março - The Afghan Whigs lança seu quinto álbum de estúdio Black Love.
- 15 de abril - É lançado o album Evil Empire da banda  Rage Against the Machine
- 14 de maio - É lançado Slang, sexto álbum de estúdio da banda Def Leppard.
- 4 de junho - É lançado Load, o sexto álbum de estúdio da banda Metallica
- 5 de julho -  A banda Skank lança o álbum O Samba Poconé
- 16 de julho - A banda Raimundos lança o álbum Cesta Básica
- 28 de julho - A dupla Sandy & Junior lança seu sexto álbum de estúdio Dig Dig Joy. Este é um dos álbuns mais bem sucedidos da dupla.
- 13 de agosto - A cantora Aaliyah lança seu segundo álbum de estúdio, One in a Million, que revolucionou cenário do R&B contemporâneo e levou os produtores Timbaland e Missy Elliott ao mainstream, eventualmente sendo nomeado um dos melhores álbuns de todos os tempos pela revista Rolling Stone.
- 12 de setembro - A cantora Laura Pausini lança seu 3º álbum de estúdio intitulado "Le cose che vivi"
- 15 de outubro é lançando o 2° álbum de estúdio da banda Korn Life Is Peachy
- novembro - É lançado o 1º álbum de estúdio homónimo da banda de punk rock portuguesa Tara Perdida.
- 12 de novembro - A rapper Lil' Kim lança o seu primeiro álbum solo Hard Core, que foi o responsável pelo destaque das mulheres no ramo do rap.
- 2 de dezembro - A dupla sueca Roxette lança o álbum Baladas En Español.
- O grupo Exaltasamba lança seu terceiro disco, (Luz do Desejo).
- 8 de outubro - A banda estadunidense de heavy metal Marilyn Manson lança seu segundo álbum de estúdio intitulado "Antichrist Superstar".

### Singles
- 2de janeiro - Lançamento do single "Seemann", o segundo single da banda alemã Rammstein.
- 8 de julho - Lançamento do single Wannabe, das Spice Girls, tornando-se um fenômeno mundial.

### Shows
- 28 de junho - A banda de rock n' roll Kiss inicia a Alive/Worldwide Tour, turnê que representa a banda de volta em ativa com a formação original e as performances dos anos 70.
- 6 de agosto - A banda de punk rock Ramones faz seu último show, em Los Angeles.
- 7 de setembro - Michael Jackson inicia a HIStory World Tour, terceira turnê solo do cantor. A turnê atingiu a marca de 82 concertos com um público de 4,5 Milhões de fãs e o que rendeu US$ 165,3 Milhões e foi a turnê mais bem sucedida do século XX.
- 25 de outubro - Ozzy Osbourne começa a primeira turnê de seu próprio festival, o Ozzfest
- 8 de novembro – Realização do primeiro evento G3 criado por Joe Satriani que culminou no album G3: Live in Concert  com participação de Eric Johnson e Steve Vai.
- 14 de dezembro - Gilberto Gil apresenta-se na sede da EMBRATEL, no Rio, no primeiro show ao vivo de um artista brasileiro transmitido em tempo real pela internet.

### Clipes
- 3 de fevereiro – Michael Jackson vai ao Brasil para gravar um o clipe de They Don't Care About Us em Salvador.

### Musical
- Madonna estrela o musical Evita que lhe rendeu vários prêmios.

## Artistas e grupos
- 27 de junho - Nascimento da cantora Lauren Jauregui.
- 12 de junho - O grupo Fat Family é fundado em Sorocaba.
- 26 de setembro - Nascimento da cantora, compositora e produtora musical brasileira Marina Sena.
- 16 de outubro - O guitarrista Slash anuncia saída do Guns N' Roses.
- 22 de outubro - Fim da banda Legião Urbana.
- Ano da formação da banda Linkin Park.
- Ano de formação da banda Nightwish.
- Ano da formação da banda de indie pop, The Shins.
- Ano da formação do grupo Os Travessos, com Rodriguinho, Fabinho Mello, Chorão, Edmilson e Rodrigo.

## Nascimentos
| Data            | Nome                | Profissão                                         | Nacionalidade       | Observações | Ref |
| --------------- | ------------------- | ------------------------------------------------- | ------------------- | ----------- | --- |
| 1 de janeiro    | Kun                 | cantor, membro do WayV                            | China               |             |     |
| 11 de janeiro   | Baco Exu do Blues   | cantor e compositor                               | Brasil              |             |     |
| 12 de janeiro   | Ella Henderson      | cantora e compositora                             | Reino Unido         |             |     |
| 15 de janeiro   | Dove Cameron        | atriz e cantora                                   | Estados Unidos      |             |     |
| 16 de janeiro   | Jennie              | cantora, membro do BLACKPINK                      | Coreia do Sul       |             |     |
| 22 de janeiro   | Luan Otten          | cantor                                            | Brasil              |             |     |
| 25 de janeiro   | Calum Hood          | baixista do 5 Seconds of Summer                   | Austrália           |             |     |
| 27 de janeiro   | Braeden Lemasters   | cantor, ator e membro do Wallows                  | Estados Unidos      |             |     |
| 28 de janeiro   | MC Cabelinho        | cantor                                            | Brasil              |             |     |
| 31 de janeiro   | Master KG           | produtor músical                                  | África do Sul       |             |     |
| 1 de fevereiro  | Doyoung             | cantor, membro do NCT                             | Coreia do Sul       |             |     |
| 2 de fevereiro  | Remi Wolf           | cantora e compositora                             | Estados Unidos      |             |     |
| 9 de fevereiro  | Chungha             | cantora e dançarina                               | Coreia do Sul       |             |     |
| 19 de fevereiro | Ashnikko            | cantora e compositora                             | Estados Unidos      |             |     |
| 19 de fevereiro | Mabel               | cantora e compositora                             | Reino Unido Espanha |             |     |
| 27 de fevereiro | Ten                 | cantor e dançarino, membro do WayV                | Tailândia           |             |     |
| 3 de março      | Jeremy Zucker       | cantor                                            | Estados Unidos      |             |     |
| 20 de março     | Biel                | cantor                                            | Brasil              |             |     |
| 2 de abril      | Zach Bryan          | cantor                                            | Estados Unidos      |             |     |
| 4 de abril      | Austin Mahone       | cantor                                            | Estados Unidos      |             |     |
| 5 de abril      | Mura Masa           | produtor, compositor e instrumentista             | Reino Unido         |             |     |
| 10 de abril     | Loïc Nottet         | cantor                                            | Bélgica             |             |     |
| 11 de abril     | Summer Walker       | cantora e compositora                             | Estados Unidos      |             |     |
| 18 de abril     | Clau                | cantora                                           | Brasil              |             |     |
| 22 de abril     | Lyanno              | cantor                                            | Porto Rico          |             |     |
| 27 de abril     | Ana Gabriela        | cantora                                           | Brasil              |             |     |
| 5 de maio       | 6ix9ine             | rapper e compositor                               | Estados Unidos      |             |     |
| 14 de maio      | Martin Garrix       | DJ e produtor músical                             | Países Baixos       |             |     |
| 31 de maio      | Normani Kordei      | cantora                                           | Estados Unidos      |             |     |
| 7 de junho      | Parg                | cantor                                            | Armênia             |             |     |
| 15 de junho     | Aurora              | cantora                                           | Noruega             |             |     |
| 19 de junho     | Priscilla Alcântara | apresentadora e cantora                           | Brasil              |             |     |
| 24 de junho     | Duki                | rapper                                            | Argentina           |             |     |
| 27 de junho     | Lauren Jauregui     | cantora                                           | Estados Unidos      |             |     |
| 11 de julho     | Alessia Cara        | cantora                                           | Canadá              |             |     |
| 16 de julho     | Kevin Abstract      | rapper                                            | Estados Unidos      |             |     |
| 16 de julho     | Luke Hemmings       | cantor, vocal do 5 Seconds of Summer              | Austrália           |             |     |
| 18 de julho     | Yung Lean           | cantor, compositor e produtor                     | Suécia              |             |     |
| 1 de agosto     | Cymphonique Miller  | atriz, cantora e compositora                      | Estados Unidos      |             |     |
| 3 de setembro   | Joy                 | cantora e atriz, membro do Red Velvet             | Coreia do Sul       |             |     |
| 5 de setembro   | Sigrid              | cantora e compositora                             | Noruega             |             |     |
| 6 de setembro   | Lil Xan             | rapper                                            | Estados Unidos      |             |     |
| 13 de setembro  | Playboi Carti       | rapper                                            | Estados Unidos      |             |     |
| 17 de setembro  | Slayyyter           | cantora                                           | Estados Unidos      |             |     |
| 21 de setembro  | Felipe Amorim       | cantor                                            | Brasil              |             |     |
| 26 de setembro  | Marina Sena         | cantora, compositora e produtora musical          | Brasil              |             |     |
| 7 de outubro    | Lewis Capaldi       | cantor                                            | Escócia             |             |     |
| 29 de outubro   | Astrid S            | cantora                                           | Noruega             |             |     |
| 29 de outubro   | Emilia Mernes       | cantora                                           | Argentina           |             |     |
| 1 de novembro   | Jeongyeon           | cantora e compositora, membro do TWICE            | Coreia do Sul       |             |     |
| 1 de novembro   | Lil Peep            | rapper e músico                                   | Estados Unidos      | Morte: 2017 |     |
| 7 de novembro   | Lorde               | cantora                                           | Nova Zelândia       |             |     |
| 8 de novembro   | Wiktoria Johansson  | cantora                                           | Suécia              |             |     |
| 9 de novembro   | Momo Hirai          | cantora, compositora e dançarina, membro do TWICE | Japão               |             |     |
| 7 de dezembro   | Vítor Fernandes     | Músico                                            | Brasil              |             |     |
| 11 de dezembro  | Hailee Steinfeld    | Cantora e Compositora                             | Estados Unidos      |             |     |
| 12 de dezembro  | Gabi Martins        | Cantora e Compositora                             | Brasil              |             |     |
| 17 de dezembro  | Kungs               | DJ, produtor e músico                             | França              |             |     |
| 29 de dezembro  | Sana Minatozaki     | cantora e compositora, membro do TWICE            | Japão               |             |     |

## Mortes
| Data           | Nome                      | Profissão                                | Nacionalidade  | Observações | Ref |
| -------------- | ------------------------- | ---------------------------------------- | -------------- | ----------- | --- |
| 2 de março     | Alecsander Alves, o Dinho | vocalista dos Mamonas Assassinas         | Brasil         | n. 1971     |     |
| 2 de março     | Bento Hinoto              | guitarrista dos Mamonas Assassinas       | Brasil         | n. 1970     |     |
| 2 de março     | Samuel Reoli              | baixista dos Mamonas Assassinas          | Brasil         | n. 1973     |     |
| 2 de março     | Sérgio Reoli              | baterista dos Mamonas Assassinas         | Brasil         | n. 1969     |     |
| 2 de março     | Júlio Rasec               | tecladista dos Mamonas Assassinas        | Brasil         | n. 1968     |     |
| 25 de maio     | Bradley Nowell            | vocalista e guitarrista da banda Sublime | Estados Unidos | n. 1968     |     |
| 2 de junho     | Pilar Lorengar            | soprano                                  | Espanha        | n. 1928     |     |
| 15 de junho    | Ella Fitzgerald           | cantora                                  | Estados Unidos | n. 1917     |     |
| 29 de julho    | Jason Thirsk              | baixista da banda Pennywise              | Estados Unidos | n. 1967     |     |
| 12 de setembro | Eleazar de Carvalho       | compositor erudito                       | Brasil         | n. 1912     |     |
| 13 de setembro | Tupac Shakur              | rapper                                   | Estados Unidos | n. 1971     |     |
| 11 de outubro  | Renato Russo              | cantor e poeta                           | Brasil         | n. 1960     |     |